# نجاح حمادي
نجاح حمادي هو لاعب كرة قدم تونسي في مركز الهجوم، ولد في 8 مارس 1984.